# Rishona
Rishona is een geslacht van uitgestorven kreeftachtigen uit de klasse van de Ostracoda (mosselkreeftjes).

## Soorten
- Rishona epicypha (Kesling & Kilgore, 1955) Sohn, 1960 †
- Rishona ganxiensis Wei, 1983 †
- Rishona gibbera (Kesling & Kilgore, 1952) Sohn, 1960 †
- Rishona infida Mikhailova, 1978 †
- Rishona magna (Roth, 1929) Sohn, 1960 †
- Rishona obliqua (Guerich, 1896) Malec, 1990 †
- Rishona peculiaris Pranskevichius, 1972 †
- Rishona pentagonalis (Kummerow, 1953) Adamczak & Wey, 1973 †
- Rishona protracta (Eichwald, 1860) Sohn, 1960 †
- Rishona sarcinula Reynolds, 1978 †
- Rishona smithii (Jones, 1887) Sohn, 1960 †
- Rishona tenoensis Shi & Wang, 1987 †
- Rishona triangulata Wang & Shi, 1982 †
- Rishona tumida Adamczak & Weyant, 1973 †
- Rishona viluensis (Ivanova, 1955) Sohn, 1960 †
- Rishona vinei (Jones, 1887) Abushik, 1971 †